# Асфандьярова, Джамиля Ефимовна
Джамиля Ефимовна Асфандьярова (род. 3 января 1969, Казань) — российская театральная актриса. Народная артистка Республики Татарстан (2008). Заслуженная артистка Республики Татарстан (2002). С 1989 года является одной из ведущих актрис Татарского театра драмы и комедии имени Карима Тинчурина.

## Биография

### Ранние годы
Асфандьярова Джамиля Ефимовна является достойной продолжательницей знаменитого актерского рода в третьем поколении. Она родилась в семье знаменитой актрисы Шахсанем Асфандьяровой. В 6 лет Джамиля сыграла свою первую роль на сцене татарского театра им. Г.Камала в пьесе Ш. Хусаинова «Приехала мама».

### Карьера
Джамиля Ефимовна сразу после окончания 1988 году Казанского театрального училища (курс Каревой Ю.И. и Кешнера В.В.) была приглашена в Казанский ТЮЗ, где за один сезон успела сыграть шесть абсолютно разноплановых персонажей, заявив себя, как актриса с большим потенциалом и широким диапазоном. Ее сказочные героини, такие как красивая и очень нежная Настенька в сказке К. Аксакова «Аленький цветочек», сварливая и глупенькая Жена в пьесе Б. Бартенева, очень смешная и мудрая Сова в сказке А. Милна разительно отличались от сложных психологических ролей в спектаклях А. Володина «Мать Иисуса», Е. Шварца «Дракон». Наибольший успех на сцене ТЮЗа ей принесла главная роль Шиманской в драме Е. Гловацкого «Другая жизнь, или Замарашка», где Джамиля создала очень светлый и трагичный образ несчастной девушки, надолго запомнившийся зрителям.
В 1989 году по приглашению руководства театра им. К. Тинчурина Джамиля Ефимовна возвращается на татарскую сцену. Здесь она сразу получает главную роль прекрасной Гульчахры в музыкальной комедии Г. Гаджибекова «Аршин мал алан». Эта роль во всей яркости раскрыла великолепные вокальные, пластические и лирико-психологические данные молодой актрисы.
Яркое своеобразие Джамили Асфандьяровой позволило ей с неизменным успехом создавать образы молодых женщин разного темперамента, характера и социальной принадлежности. Вот их неполный перечень: циничная невестка Римма «Белое платье матери» Ш. Хусаинов, байская дочь Хамдия «Белый калфак» М. Файзи, жизнерадостная девушка Сююмбика  «Сююмбика выбирает жениха» Ф. Яруллин, крестьянка Мунира «Гора влюбленных» И.Юзеев, циничнаяя Сакина «Ошибки молодости» Д.Салихов, трепетная и стойкая принцесса Танке «Пока течет река Итиль» Н.Фаттах, мудрая Диляра «Почему девчонки плачут?» Ф.Буляков, чуткая Лея «Для тебя души не жаль» Г.Зайнашева и многие другие лирические героини, которых воплотила на сцене Джамиля Ефимовна.
В череде молодых героинь нужно особо отметить роль Хелен Келлер в пьесе У. Гибсона «После чуда». Весь трагизм этой слепой и глухонемой девушки Джамиля Ефимовна передала на таком высоком профессиональном уровне, что это отметили на VII Международном театральном фестивале «Навруз» (2002 г.), где актриса была награждена премией «Приз коллегии критиков». В другом спектакле «Без луны – звезда нам светит!» Т. Миннуллина актриса создает настолько мощный, естественный, жизнеутверждающий образ героини Мадины, чем покоряет как простого зрителя, так и специалистов театрального дела. Эта работа была высоко оценена на VIII Международном театральном фестивале «Навруз» (2005 г.), где она была награждена премией «За лучшую женскую роль».
Критики также отмечают Джамилю в роли Мехмане Бану в спектакле по пьесе Н.Хикмета «Легенда о любви». Её прекрасная, тонкая, чуткая и чувственная восточная красавица с первых минут спектакля притягивает зрительское внимание, после чего зритель как зачарованный с надеждой и болью следит за превратностями тяжелой жертвенной судьбы Мехмане Бану, в исполнении Джамили Асфандьяровой
Другую героиню, которую необходимо отметить, это роль Василисы в пьесе М. Горького «На дне». Очень красивая, но расчетливая и бессердечная Василиса в исполнении Джамили Асфандьяровой поражает своей холодной жестокостью и одновременно трагизмом отвергнутой женщины.
Сочетание трагического и смешного нашло свое яркое проявление в одной из последних ролей Д.Е. Асфандьяровой — Иветта Потье «Мамаша Кураж и её дети» Б. Брехт. Тонко чувствуя жанр трагикомедии, актриса сумела показать зрителям одновременно яркий, сложный и гротескный характер женщины, для которой не существует правил и ограничений, она цинична и алчна до непристойности и ей претят всякие моральные принципы.
С большим успехом и великолепным тонким юмором актриса исполняет роли комедийного плана. Для каждого образа Джамиля всегда находит в своей палитре новые впечатляющие, запоминающиеся и смешные краски. Её озорная Сюзанна «Безумный день или женитьба Фигаро» П. Бомарше или рафинированно-глуповатая Графиня (в том же спектакле) отличаются в манере подачи от искрометно-задорной Гайни «Привередливый жених» К. Тинчурина или игриво-капризной Банат в «Женихах» Х. Вахита, а в одном и том же спектакле по пьесе Р. Валеева «Девушки-красавицы» ей пришлось сыграть два разных комических персонажа: Гульсылу и Тансылу.
Вершиной её повзрослевших комедийных персонажей явились роли экстравагантной Риммы Марсовны в спектакле «С праздником, девушки!» и энергичной и нахальной Аиды Шакировны в спектакле «Первая любовь» по пьесам Ш. Фархутдинова. Появление этих особ в исполнении Джамили Асфандьяровой всегда вызывает огромные положительные эмоции и смех в зрительном зале.
Её Зульхабира в драме М. Карима «Страна Айгуль», Гертруда в трагедии В. Шекспира «Гамлет» и Адили в драме И. Гали «Я всю жизнь тебя жду» наполнены неподдельным трагизмом, духовным величием и всеобъемлющей любовью. Они разные по характеру, но одинаковые по силе подачи и яркости образа!
В целом, характеризуя творческие возможности актрисы Джамили Асфандьяровой, можно сказать, что ей близки как драма, комедия и водевиль, так и трагедия. Ей подвластны все жанры: от классических ролей до бытовых острохарактерных персонажей. Во всех её ролях чувствуется вкус, скрупулёзная работа над материалом и высокая требовательность к себе.
Режиссеры, театральные критики, коллеги и зрители всегда оценивали и отмечали неповторимость искусства перевоплощения, женственность, нежность, музыкальность и драматизм героинь в исполнении актрисы Джамили Асфандьяровой.

## Театральные работы
Казанский ТЮЗ
- 1988 – Настенька «Аленький цветочек» К. Аксаков
- 1988 – Балерина «Дракон» Е. Шварц
- 1988 – Шиманская «Другая жизнь» Е. Гловацкий
- 1989 – Сова «Винни-Пух и все, все, все» А. Милн
- 1989 – Жена «Про Ивана дурака» М. Бартенев
- 1989 – Старшая сестра «Мать Иисуса» А. Володин

ТГТДиК им. К.ТИНЧУРИНА
- 1988 – Гульчахра «Аршин мал алан» Г. Гаджибеков
- 1988 – Гульсылу, Тансылу  «Девушки-красавицы» Р. Валеев
- 1988 – Шамсия «Мы ехали на ярмарку» И. Юзеев
- 1988 – Сажида «Две невестки» Х. Вахит
- 1989 – Ильсияр «Мы парни деревенские» Т. Миннуллин
- 1989 – Римма «Белое платье матери» Ш. Хусаинов
- 1990 – Сакина «Ошибки молодости» Д. Салихов
- 1990 – Корреспондентка «Выигрыш» Р. Валеев
- 1991 – Алсу «Резидушечка» Ш. Мазитов
- 1991 – Фарида «Нам еще рано расставаться» Р. Хамид
- 1991 – Негритянка «Путы Байрамгали» Д. Салихов
- 1992 – Сююмбика «Сююмбика выбирает жениха» Ф. Яруллин
- 1992 – Мунира «Гора любленных» И. Юзеев
- 1993 – Принцесса Танке «Пока течет Итиль» Н. Фаттах
- 1993 – Хамдия «Белый калфак» М. Файзи
- 1994 – Банат «Женихи» Х. Вахит
- 1994 – Зильзиля «Счастье Бахадура» Р. Сагди
- 1995 – Сюзанна «Безумный день или женитьба Фигаро» П. Бомарше
- 1995 – Графиня «Безумный день или женитьба Фигаро» П. Бомарше
- 1995 – Джамиля «Звездный дождь» Ш.Фархутдинов
- 1995 – Зильзиля «Новые друзья Бахадура» Р. Сагди
- 1996 – Гайни «Привередливый жених» К. Тинчурин
- 1997 – Лея «Для тебя души не жаль» Г. Зайнашева
- 2000 – Иветта Потье «Мамаша Кураж и её дети» Б. Брехт
- 2001 – Диляра «Почему девчонки плачут?» Ф. Буляков
- 2002 – Хелен Келлер «После чуда» У. Гибсон
- 2004 – Мадина «Без луны – звезда нам светит!» Т. Миннуллин
- 2004 – Василиса «На дне» М. Горький
- 2005 – Мехмена Бану «Легенда о любви» Н. Хикмет
- 2008 – Ангустиас «Дом Бернарды Альбы» Ф. Лорка
- 2008 – Римма Марсовна «С праздником девушки» Ш. Фархетдинов
- 2010 – Мать Зульхабира «Страна Айгуль» М. Карим
- 2013 – Гертруда «Гамлет» В. Шекспир
- 2014 – Нагима «Привередливый жених» К. Тинчурин
- 2016 – Аида Саитминшакировна «Первая любовь» И. Гали
- 2018 – Адиля «Я всю жизнь тебя жду» И. Гали

## Признание и награды
- Народная артистка Республики Татарстан (2008 год)
- Заслуженная артистка Республики Татарстан (2002 год)
- Участник энциклопедического издания «Гордость города Казани» (2005 год)